# 上台增三
天貓座25，又名BD+47 1498，HD 64106、SAO 42055、HR 3065，是天貓座的一颗恒星，视星等为6.25，位于銀經171.7，銀緯29.95，其B1900.0坐标为赤經7h 47m 12.9s，赤緯+47° 29.95′ 41″。